# Фельберт Федір Васильович
Федір Васильович Фельберт (14 (27) грудня 1901 — 16 березня 1969) — радянський діяч сільського господарства. Учасник Громадянської війни в Росії, пізніше працював на керівних посадах на підприємствах сільського господарства, зокрема директором бурякорадгоспу «Федорівський» у Великобурлуцькому районі Харківської області в 1943—1956 роках. Герой Соціалістичної Праці.

## Життєпис
Федір Фельберт народився 14 (27) грудня 1901 року у повітовому місті Кустанай Тургайської області. За національністю росіянин. Трудову діяльність почав у 1912 році. У сімнадцятирічному віці був призваний до лав Червоної армії, у складі якої брав участь у Громадській війні в Росії. 20 вересня 1920 року був нагороджений іменною зброєю за відмінну службу.
Демобілізувався у 1923 році та почав працювати на Харківському м'ясному комбінаті. Наступного року вступив до ВКП(б). У 1930 році був призначений заступником директора харківської кінної бази «Добробут». Через сім років став директором радгоспу «Вирішальний» у Зміївському районі Харківської області. Після початку Німецько-радянської війни, разом з радгоспом, був евакуйований до Камишинського району Сталінградської області.
Після звільнення Великобурлуцького району від німецької окупації, був призначений директором бурякорадгоспу «Федорівський», головна садиба якого знаходилася у селищі Федорівка. У 1947 році бурякорадгосп зібрав велику кількість зернових культур. Особливо великі показники були у заготовленні пшениці, якої було зібрано 35 центнерів зерна з гектара на загальній площі у вісімдесят гектарів.
За «отримання високих урожаїв пшениці, жита та цукрового буряка при виконанні радгоспами плану здачі державі сільськогосподарських продуктів у 1947 році та забезпечення насінням зернових культур для весняної сівби 1948 року», Президія Верховної ради СРСР указом від 30 квітня 1948 року надала Федору Фельберту звання Героя Соціалістичної Праці з врученням ордена Леніна та медалі «Серп і Молот». Окрім директора, звання героя отримали ще сім робітників бурякорадгоспу, це був бригадир польової бригади Прокопій Коленько, старший механік Трохим Скринник та ланкові: Марія Лоткова, Олександра Січкарьова, Марія Чернецька, Катерина Шибанова, Євдокія Шевченко.
Федір Фельберт всього пропрацював на посаді директора бурякорадгоспу «Федорівський» тринадцять років. Він помер 16 березня 1969 року і був похований на Другому міському кладовищі Харкова. Рішенням виконавчого комітету Харківської обласної ради народних депутатів № 13 від 12 січня 1981 року могила Федора Фельберта отримала статус пам'ятки історії місцевого значення з охоронним номером 1574. Рішенням Харківського обласного виконавчого комітету № 532 від 21 грудня 1987 року була встановлена охоронна зона пам'ятки у 50 метрів.

## Нагороди
- Герой Соціалістичної Праці (30.04.1948)[3]
- орден Леніна (30.04.1948)[3]
- медаль «Серп і Молот» (30.04.1948)[3]
- іменна зброя (20.09.1920)[1]
- медалі

### Коментар
1. ↑  За іншими джерелами Лобанова Марія Федотівна.